# جاك هالر
جاك هالر هو مجدف بلجيكي، ولد في 3 مارس 1897 في غنت في بلجيكا، وتوفي بنفس المكان في 19 ديسمبر 1961.

## وصلات خارجية
- جاك هالر على موقع الاتحاد الدولي للتجديف (الإنجليزية)
- جاك هالر على موقع أوليمبيديا (الإنجليزية)